# ОШ Доситеј Обрадовић Врање
ОШ „Доситеј Обрадовић” у Врању, једна је од установа основног образовања на територији града Врања.